# Iwan Agajanc
Iwan Agajanc (orm. Իվան Աղայանց, ros. Иван Иванович Агаянц, ur. 15 sierpnia?/28 sierpnia 1911 w Jelizawietpolu, zm. 12 maja 1968 w Moskwie) – radziecki agent wywiadu, Ormianin.

## Życiorys
Urodził się w rodzinie nauczyciela. Po ukończeniu szkoły podstawowej i średniej pracował w aparacie partyjnym.
W 1930 wyjechał do Moskwy, gdzie dwaj starsi bracia pracowali w OGPU. Został przyjęty do Zarządu Ekonomicznego OGPU, działał również w Komsomole (przez kilka lat kierował pracą organizacji komsomolskiej).
W 1936 został przyjęty do organów wywiadu zagranicznego, doskonalił znajomość języków obcych (znał turecki, perski, francuski, hiszpański i angielski). W 1937 był skierowany do pracy operacyjnej w rezydenturze paryskiej pod przykryciem najpierw współpracownika misji handlowej, a następnie kierownika wydziału konsularnego. Po wybuchu wojny domowej w Hiszpanii brał udział w ewakuacji liderów Komunistycznej Partii Hiszpanii, Dolores Ibárruri Gómez i José Díaza Ramosa do Moskwy.
Od 1940 pracował w moskiewskich komórkach Ludowego Komisariatu Spraw Wewnętrznych (NKWD).
Po napaści Niemiec na Związek Radziecki był rezydentem NKGB w Iranie, gdzie kierując pracą wywiadowczą zlikwidował niemiecką sieć agentów (patrz planowany zamach na Roosevelta podczas konferencji Wielkiej Trójki w Teheranie).
Następnie był ponownie rezydentem wywiadu w Paryżu (pod pseudonimem "Avalov"), skąd powrócił w 1947. Pracował w organach wywiadu zagranicznego, jak również szkolenia wywiadowców. Od 1967 był zastępcą szefa I Zarządu Głównego Komitetu Bezpieczeństwa Państwowego (KGB). Zakończył służbę w stopniu generała majora.

## Ordery i odznaczenia
- Order Lenina (30 października 1967)
- Order Czerwonego Sztandaru (24 listopada 1950)
- Order Czerwonego Sztandaru Pracy (26 maja 1962)
- Order Wojny Ojczyźnianej II stopnia (5 listopada 1944)
- Order Czerwonej Gwiazdy (dwukrotnie - 20 września 1943 i 4 grudnia 1945)
- Odznaka „Zasłużony Funkcjonariusz NKWD” (27 kwietnia 1940)
- Order 9 września 1944 (Ludowa Republika Bułgarii)

I medale.